# Timbres de France 1876
Cet article recense les timbres de France émis en 1876 par l'administration des Postes. Les timbres des émissions générales des colonies sont également cités ici.

## Généralités
L'année 1876 est une année charnière dans la philatélie avec les nouvelles émissions au type Sage qui vont perdurer jusqu'en 1900.

### Tarifs métropole
- 2 centimes : imprimés de 1er échelon.
- 10 centimes : cartes postales.
- 15 centimes : lettres de 1er échelon pour la même ville.
- 25 centimes : lettres de 1er échelon pour une autre ville.

### Marcophilie
L'année 1876 marque également l'arrêt de l'usage des oblitérations par losanges gros chiffres au profit des cachets à date.

## Légende
Pour chaque timbre, le texte rapporte les informations suivantes :
- date d'émission, valeur faciale et description,
- formes de vente,
- artistes concepteurs et genèse du projet,
- date de retrait, tirage et chiffres de vente,

ainsi que les informations utiles pour une émission donnée.

## Juin

### Sage 15c (type 1) gris sur gris pâle
- Date d'émission : 12 juin 1876 * (1re date connue le 13 juin 1876) ;
- Usage : Carte postale et lettre de premier échelon en local ;
- Remplacé par le même timbre au type 2 dès octobre 1876 ;

## Juillet

### Sage 5c (type 1) vert sur vert pâle
- Date d'émission : 12 juillet ;
- Usage : imprimé de premier échelon ;
- Voir également le même timbre au type 2

### Sage 25c (type 1 et 2) outremer sur bleu pâle
- Date d'émission : 18 juillet (1re date connue) ;
- Usage : Lettre de premier échelon ;
- Remplacé par un timbre bleu au type 2 en juillet 1877 ;

## Novembre

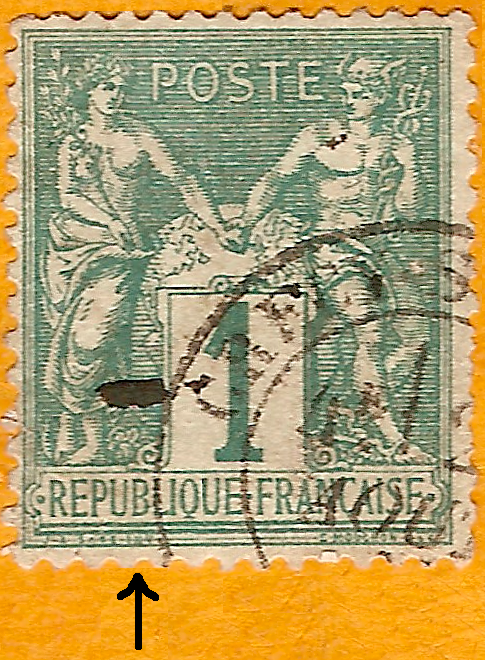
Le 1c au type 1 (N sous B)

### Sage 1c (type 1) vert sur vert pâle
Il s'agit d'un timbre type Sage au type 1 (lettre N dans la signature sous le B de République).
- Date d'émission : 8 novembre.
- Tirage : 12 000 000.
- Cote oblitéré : de (36 < 80€ < 90)[1]

Sa valeur le destinait au imprimés de premier échelon (à partir de 1878) ou comme valeur d'appoint.

### Sage 5c (type 2) vert sur vert pâle
- Date d'émission : 21 novembre
- Voir également le même timbre au type 1

## Décembre

### Sage non dentelé 1c (type 1) vert sur vert pâle
Ce timbre a été imprimé non dentelé à destination des colonies françaises. Le motif est identique à celui de novembre. Il a été livré le 26 décembre.

### Sources
- Catalogue de cotations des timbres de France, édition Dallay, 2005-2006.